# Come Dancing with the Kinks
Come Dancing with the Kinks es un álbum recopilatorio de la banda británica de rock The Kinks, lanzado en 1986 y reeditado en 2000. Las ediciones de LP y CD difieren en el listado de canciones. Cubre el período entre 1977 y 1986, época en que la banda estaba con Arista, aunque incluye algunas versiones en directo de sus épocas de Pye y RCA.

## Lista de canciones LP 1986
- Todas las canciones compuestas por Ray Davies

### Cara A
1. "You Really Got Me (directo)" – 3:40
2. "Destroyer" – 3:47
3. "(Wish I Could Fly Like) Superman (edición corta)" – 3:36
4. "Juke Box Music" - 5:32
5. "A Rock 'n' Roll Fantasy" – 5:01

### Cara B
1. "Come Dancing" – 3:54
2. "Sleepwalker" – 4:04
3. "Catch Me Now I'm Falling" – 4:02
4. "Do It Again" – 4:11
5. "Better Things" – 2:59

### Cara C
1. "Lola (directo)" – 4:47
2. "Low Budget" – 3:46
3. "Long Distance"
4. "Heart Of Gold"
5. "Don't Forget to Dance" – 4:34

### Cara D
1. "Misfits" – 4:42
2. "Living On a Thin Line – 4:16
3. "Father Christmas" – 3:42
4. "Celluloid Heroes (directo)"

## Lista de canciones CD 1986
1. "You Really Got Me (directo)" – 3:40
2. "Destroyer" – 3:47
3. "(Wish I Could Fly Like) Superman (edición corta)" – 3:36
4. "Juke Box Music" - 3:47
5. "A Rock 'n' Roll Fantasy" – 5:01
6. "Come Dancing" – 3:54
7. "Do It Again" – 4:11
8. "Better Things" – 2:59
9. "Lola (directo)" – 4:47
10. "Low Budget" – 3:46
11. "Long Distance" - 5:24
12. "Heart Of Gold"- 4:03
13. "Don't Forget to Dance" – 4:34
14. "Living On a Thin Line – 4:16
15. "Father Christmas" – 3:42
16. "Celluloid Heroes directo)" - 7:25

## Lista de canciones CD 2000
1. "Come Dancing" – 3:56
2. "Low Budget" – 3:49
3. "Catch Me Now I'm Falling" – 5:59
4. "A Gallon of Gas" – 3:50
5. "(Wish I Could Fly Like) Superman" – 6:00
6. "Sleepwalker" – 4:04
7. "Full Moon" – 3:52
8. "Misfits" – 4:42
9. "A Rock 'n' Roll Fantasy" – 5:01
10. "Do It Again" – 4:11
11. "Better Things" – 2:59
12. "Lola (Live)" – 4:47
13. "You Really Got Me (directo)" – 3:40
14. "Good Day" – 4:35
15. "Living On a Thin Line – 4:16
16. "Destroyer" – 3:47
17. "Don't Forget to Dance" – 4:39
18. "Father Christmas" – 3:42

## Personal
- Mick Avory – percusión, batería
- John Beecham – trombón
- Clem Cattini – percusión, batería
- John Dalton – bajo
- Dave Davies – guitarra, [armónica], teclados, voz, coros, producción
- Ray Davies – sintetizador, guitarra, piano, guitarra rítmica, teclados, voz, producción
- George DelGiorno – diseño
- Robert Ellis – fotografía
- Ian Gibbons – teclados, coros
- John Gosling – teclados
- Zaine Griff – bajo
- Robert Henrit – percusión, batería
- Alan Holmes – saxofón tenor
- Ron Lawrence – bajo
- Bob Ludwig – remasterización
- Nick Newell – teclados, saxofón
- Andy Pyle – bajo
- Jim Rodford – bajo
- Nick Trevisick – percusión, batería